# Siphocampylus andinus
Siphocampylus andinus là loài thực vật có hoa trong họ Hoa chuông. Loài này được Britton miêu tả khoa học đầu tiên năm 1892.